# Otok svetoga Tome
Otok Svetog Tome ( portugalski: Ilha de São Tomé) je sa svojih na 854 km2  najveći otok države Svetog Tome i Principa. Godine 2009. bio je dom oko 157.000 ili 96% stanovništva te države. Ovaj otok i bliži otočići čine pokrajinu Sveti Toma. Ova pokrajinu čini šest okruga. Glavni otok nalazi se 2 km sjeverno od ekvatora (polutara). Otok je oko 48 km dug (sjever-jug) te 32 km široki (istok-zapad). Ondje se uzdiže se 2024 m visoki vrha sv. Tome (Pico de São Tomé). Na ovom se otoku nalazi glavni grad São Tomé koji se nalazi na sjeveroistočnoj obali. Najbliži grad na kopnenoj Africi lučki je grad Port Gentil u Gabonu koji se nalazi 240 km istočno. 

## Vanjske poveznice
|  | Zajednički poslužitelj ima još gradiva o temi Otok svetoga Tome |